# Hervé Maurice Burdet
Pour les articles homonymes, voir Burdet.
Hervé Maurice Burdet, né en 1939 et décédé le 30 octobre 2024, est un botaniste suisse ayant fait sa carrière au Conservatoire et au jardin botanique de Genève. Son collègue Werner Rodolfo Greuter et lui sont les coauteurs de nombreux taxons.
Il a aussi été député au Grand Conseil genevois de 1981 à 1997, dont il a présidé les travaux en 1993-1994.